# Kelly Blatz
Kelly Blatz est un acteur américain, né le 16 juin 1987 à Burbank (Californie). Il se fait connaître grâce au rôle-titre dans la série télévisée Aaron Stone sur Disney XD.

## Biographie
Kelly Blatz est apparu dans de nombreuses séries comme 90210, Zoé ou encore Sonny. Il a également joué dans le film Le Bal de l'horreur avec Brittany Snow.

## Vie privée
En 2004, il est en couple avec Blake Lively (de la série Gossip Girl), avant de se séparer en 2007.[réf. nécessaire]

## Filmographie
| Année     | Titre                 | Notes                                                 | Rôle                        |
| --------- | --------------------- | ----------------------------------------------------- | --------------------------- |
| 2006      | Simon Says            |                                                       | Will                        |
| 2006      | The Oakley Seven      |                                                       | Zeke Guthrie                |
| 2007      | Zoé                   | Série télévisée                                       | Gene                        |
| 2008      | Inside                |                                                       | Dylan                       |
| 2008      | Le Bal de l'horreur   |                                                       | Michael                     |
| 2009      | April Showers         |                                                       | Sean                        |
| 2009      | Aaron Stone           | Série télévisée                                       | Charlie Landers/Aaron Stone |
| 2009      | 90210                 | Série télévisée - épisode 17 ; Life's A Drag          | Max                         |
| 2009      | Sonny                 | Série télévisée - épisode 9 ; With a chance of dating | James Conroy                |
| 2010-2011 | Skyrunners            |                                                       | Nick Burns                  |
| 2010-2011 | Glory Daze            | Série télévisée                                       | Joel Harrington             |
| 2013      | Lost Angeles          |                                                       | Jared                       |
| 2013      | Backmask              |                                                       | Patrick                     |
| 2014      | 4 Minute Mile         |                                                       | Drew Jacobs                 |
| 2016      | Fear the Walking Dead | Série télévisée                                       | Brandon                     |
| 2016      | Timeless              | Série télévisée                                       | John Wilkes Booth           |